# Robert Stirling
Robert Stirling (Methven, Škotska, 25. listopada 1790. – Galston,  Škotska, 6. lipnja 1878.) je bio škotski svećenik i izumitelj stirlingovog motora.

## Životopis
Robert Stirling je bio treće dijete od osmero djece na škotskom seoskom imanju. Naslijedio je očev talent za tehniku, ali je ipak studirao teologiju. 1819. se oženio s Jean Rankin, s kojom je imao sedmero djece. 
Robert Stirling je osmislio regenerativni izmjenjivač topline, koji poboljšava stupanj iskorištenja za mnoge industrijske postupke kao kod motora i termoelektrana kao ekonomajzer. 1818. je napravio prvu varijantu svog stirlingovog motora, koji je poslužio kao pumpa vode u kamenolomu. Teorija tog motora nije bila u početku shvaćena sve do radova Nicolasa Carnota i teorije Carnotova ciklusa. 
Robert Stirling je bio zainteresiran i za astronomiju. Naučio je brusiti optičke leće, pa je izumio i nekoliko optičkih instrumenata. S bratom je radio na poboljšanju zračnih motora u ljevaonicama. Od 1876. radi s Henryjem Bessemerom na unapređenju Bessemerovog postupka za dobivanje čelika.